# Frei Pedro Sinzig
Frei Pedro Sinzig O.F.M. (Linz am Rhein, 29 de janeiro de 1876 – Düsseldorf, 9 de dezembro de 1952) foi um frade franciscano, nascido na Alemanha e radicado no Brasil, onde viveu por quase seis décadas. Atuou extensamente na imprensa católica e nas áreas de música e literatura.

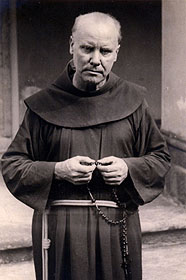
FONTE: Ordem Franciscana da Imaculada Conceição do Brasil. https://franciscanos.org.br/quemsomos/personagens/frei-pedro-sinzig/ Frei Pedro Sinzig com o terço nas mãos, provavelmente no começo da década de 1950

### Biografia
Frei Pedro Sinzig [Pater Petrus Sinzig] nasceu na pequena Linz alemã, às margens do Rio Reno. Uma cidade histórica, "mencionada pela primeira vez em um documento do ano 874", segundo o arquivo da cidade de Linz am Rhein [Stadtarchiv Linz am Rhein]. Ainda hoje a cidade preserva inúmeras construções antigas, como seus portais e alfândega, além da Igreja de St. Martin, frequentada por Frei Pedro e por sua família, cuja construção foi "iniciada e consagrada entre 1206 e 1214".
Filho de Johann Sinzig (1845-1929) e Johanna Helene Meffert (1847-1903), a casa onde nasceram Franz Stephan (que posteriormente receberia o nome de ordenação, Petrus) e sua única irmã, Gertrud (1877-1950), permanece habitada à Neustraße. Em homenagem a Frei Pedro, "em 1976, o seu nome foi dado a uma rua de sua cidade natal", Petrus-Sinzig-Straße, como relata sua sobrinha-neta, Gerda Becker, em um texto sobre a família.
Tendo vivido o período da Kulturkampf, na Alemanha, que incluiu a perseguição de religiosos e o controle de suas atividades, Frei Pedro ingressou no noviciado de Harreveld, na Holanda. Neste período chega o pedido de envio de novos frades à Ordem Franciscana Brasileira, que procurava se reestruturar após as ações antirreligiosas que atingiram seu auge no Século Dezenove, fazendo com que a Província da Imaculada Conceição do Brasil "se reduzisse [...] a um único frade", como relata Frei Fidêncio Vanboemmel.
Frei Pedro Sinzig responde ao chamado e chega ao Brasil, junto a outros confrades, em 1893, em Salvador. É ordenado em 1898, o mesmo ano em que é naturalizado brasileiro, e que se destina ao sul do Brasil, onde permanece até 1907. Após um período no convento de Petrópolis, é transferido para o Rio de Janeiro, vivendo no Convento Santo Antonio a maior parte de sua vida.

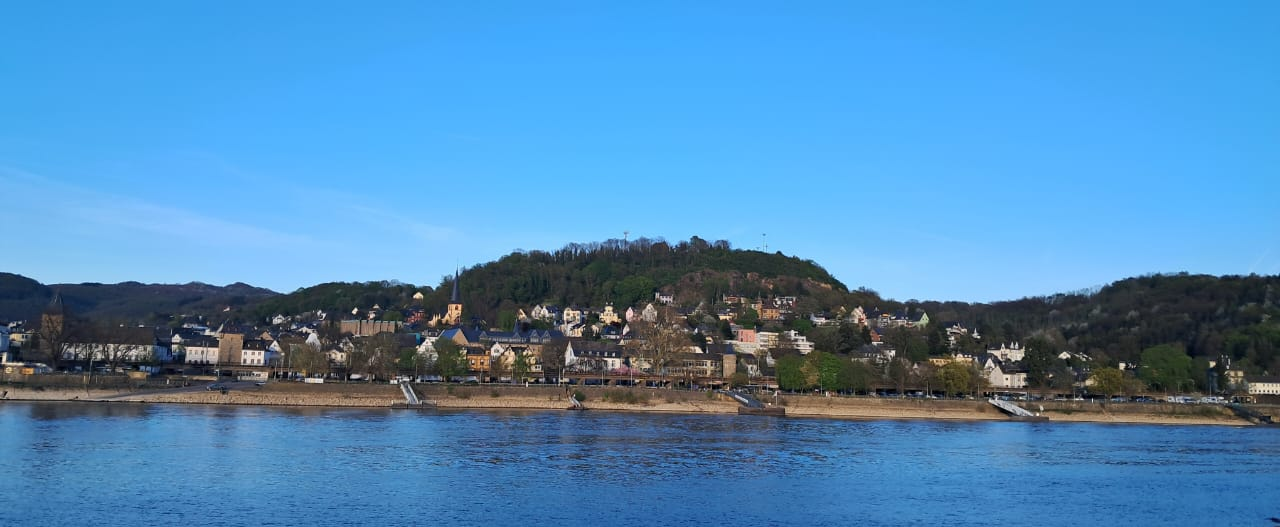
Cidade de Linz am Rhein, às margens do Rio Reno, na Alemanha

Em 1952, já gravemente enfermo, busca tratamento na Alemanha, vindo a falecer em 9 de dezembro, no Marienhospital, em Düsseldorf. Seus restos mortais retornam ao Brasil e permanecem no Cemitério de São João Batista, no Rio de Janeiro.
Segundo a nota biográfica apresentada pela Província, "Frei Pedro amava o seu burel franciscano com todas as forças de sua grande alma, não hesitando jamais em colocar o ideal franciscano acima de qualquer outro ideal ou aspiração terrestre", e ainda: "Nunca seus brilhantes talentos ou o extraordinário prestígio [...] eram capazes de alterar sua humildade".
Frei Pedro Sinzig realizou extensa atividade na imprensa católica, fundou e dirigiu diversos jornais. Contribuiu com registros sobre a história da Ordem Franciscana no Brasil, combateu publicamente o nazismo e atuou nas áreas de arte, música e literatura.

### Imprensa Católica
A atividade Frei Pedro Sinzig na imprensa católica brasileira se estendeu por mais de cinco décadas e se tornou uma das mais prolíficas em toda a sua biografia.
Durante seu período no sul do Brasil, Sinzig funda o Jornal Cruzeiro do Sul, na cidade de Lages. Este se torna um veículo de difusão do ideal cristão, mas não sem criar oposição à política local e à maçonaria, levando à extinção do jornal por decisão da própria Ordem Franciscana (Amâncio, 2014). No entanto, ao invés do fechamento do Cruzeiro do Sul significar um afastamento de Frei Pedro da atividade na imprensa, ele aumenta em muito sua atuação. Ao ser transferido para Petrópolis, em 1908, ele se torna redator da Revista Vozes de Petropolis, até 1920.
A revista que tinha sido fundada no ano anterior, por Frei Inácio Hinte, cresce de forma intensa. Concebida como um periódico de conteúdo geral, de orientação católica, inclui seções sobre ciência, política, arte, literatura, etc. Nas Vozes de Petropolis, Frei Pedro inicia também um suplemento musical que publicava partituras de obras sacras e profanas, e que viria a servir de modelo a periódicos futuros, especialmente à Revista Música Sacra (Castello Branco, 2024, p. 2).
É também na cidade de Petrópolis, e certamente influenciado pelo sucesso da revista, que é criado o Centro da Boa Imprensa (Almeida, 2016, p. 337-342). A experiência com publicações periódicas passa a incluir áreas e públicos específicos, como é o caso das revistas do Centro fundadas por Frei Pedro: Beija-Flor. Revista Infantil e A Tela. Revista Cinematográfica, dentre várias outras. Além de fundar e redigir diversos jornais, Sinzig manteve ao longo das décadas contribuições a importantes jornais brasileiros, como o Jornal do Brasil e a revista Cultura Política, por exemplo.
Sua atividade jornalística se relaciona também à escrita da história da Ordem Franciscana no Brasil. Durante o período petropolitano, Frei Pedro é escolhido redator dos Anuários da Província Franciscana [Jahrbücher der Franziskanerprovinz], redigidos especialmente para o público alemão, frequentemente contribuidores da ordem. Neles são narradas as atividades dos franciscanos em conventos, igrejas, escolas, hospitais e também na imprensa. As publicações na Revista Vozes de Petropolis e em outros veículos católicos eram tema frequente nos anuários, que chegavam a incluir traduções de artigos desta. E a recíproca é verdadeira: também as Vozes apresentavam inúmeras traduções de artigos alemães. Assim, seu estudo provê material interessante à investigação da relação entre Brasil e Alemanha no começo do Século Vinte.

#### Na Guerra de Canudos
O caráter jornalístico também se mostra em obras literárias de sua lavra. É provável que o exemplo mais icônico se leia em sua autobiografia, intitulada Reminiscências d'um Frade, publicada em 1917 (versão alemã: Mönch und Welt). O livro contém um trecho extenso sobre a estadia de Frei Pedro, junto a dois outros religiosos, na Guerra de Canudos. Seu relato pessoal é alternado com artigos jornalísticos, dando mostra ao leitor desta confluência entre informação 'objetiva' e experiência pessoal. Como voluntários do Comitê Patriótico da Bahia, os religiosos eram responsáveis pelo apoio espiritual aos combatentes, mas Sinzig não deixa de experienciar as atrocidades a partir de uma visão cristã, que Dimas aponta "quando o percebemos salpicado de simpatia humana pelos sertanejos, vistos de modo individualizado, mesmo sem identificação pessoal" (2008, p. 82).

#### Duas Grandes Guerras e oposição ao nazismo
Além de Canudos, alguns outros eventos históricos são relatados por Frei Pedro de forma bastante frequente em seus artigos jornalísticos, mas a extensão de sua pesquisa histórica e o volume de informações é tamanha, que no contexto de ambas as Grandes Guerras Mundiais são publicadas não apenas análises e críticas, mas livros inteiros que discutem a situação política de forma mais ampla. O primeiro deles é Guerra. Quadro da Actualidade (1915) e o segundo é O Nazismo sem Máscara (1938), publicado sob o pseudônimo de João Bauer Reis. Fruto de uma observação detida do cenário político alemão, torna-se evidente a que ponto Sinzig acompanhou seu país natal, o que relatam Alms-Hammerstein e von der Dollen (2006, p. 109-125) e Rönz (2018).
A oposição de Frei Pedro Sinzig ao nazismo lhe rendeu perseguições políticas que justificam o uso do pseudônimo. Ainda que esta fosse uma prática já presente em sua carreira jornalística. Além de João Bauer Reis, foram usados também o nome de João Brasil, em obras musicais, e especialmente durante a Primeira Guerra Mundial, foi bastante frequente nas Vozes de Petropolis o pseudônimo, Francisco de Lins, que vem de seu nome de batismo, Franz, e de sua cidade natal, Linz am Rhein.
Ainda que tenha permanecido no Brasil durante a Segunda Guerra Mundial, a postura pública contra o nazismo, que se apresentou em inúmeros artigos do Jornal do Brasil, causou insatisfação por parte do Governo Vargas, mas não só por este. Também dentre os imigrantes alemães no Brasil a questão se tornou delicada a ponto de se fragmentarem as relações entre membros da Pro Arte, o que descreve Vianna Neto através de seu estudo sobre nacionalismo e política (2021). Junto a Theodor Heuberger e Maria Amélia Rezende, Frei Pedro participou da fundação da associação, que promovia a cultura e a arte no contexto das relações entre Brasil e Alemanha.

### Literatura

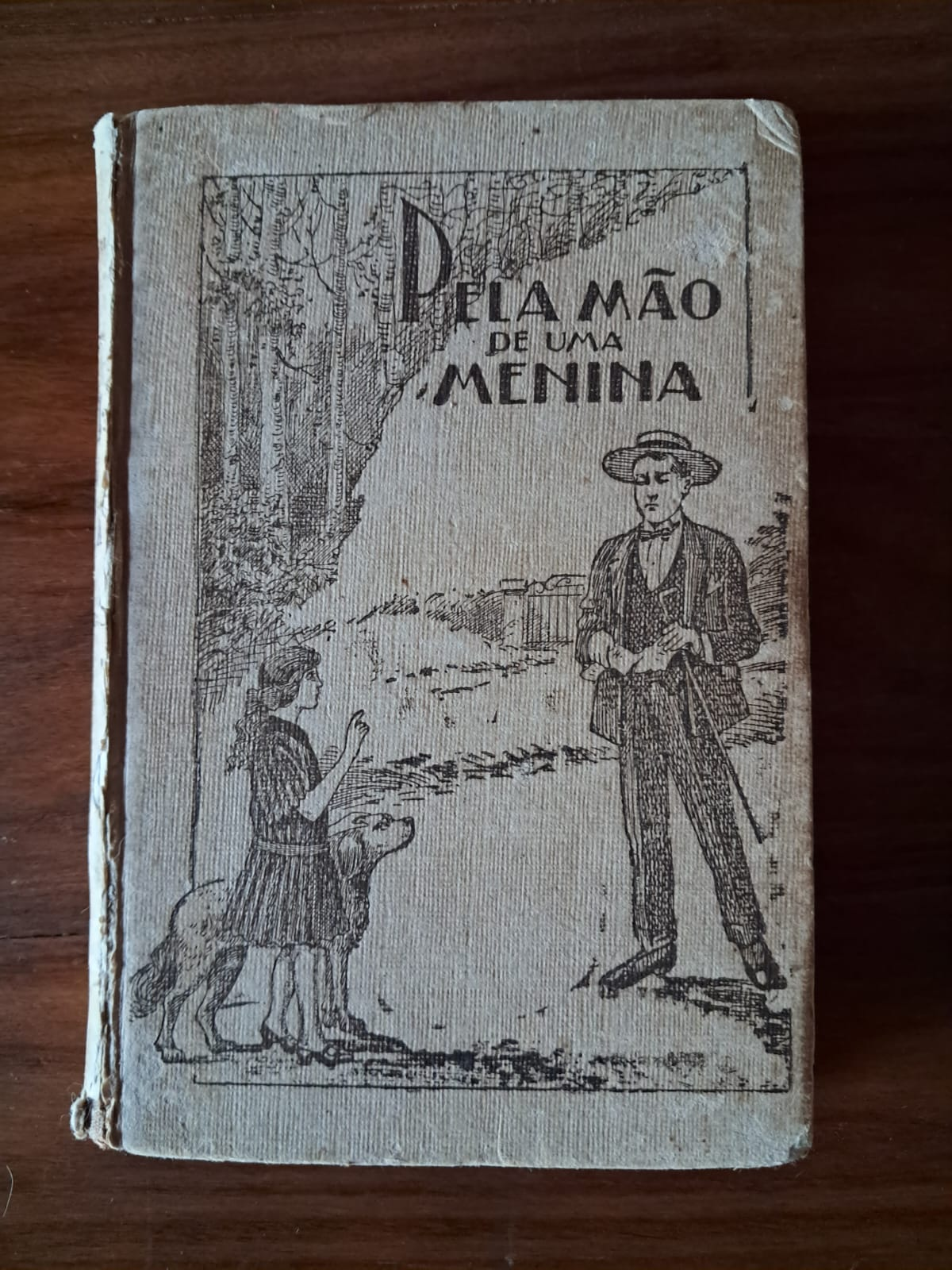
Capa do livro "Pela Mão de uma Menina", de Frei Pedro Sinzig

Dentre tão vasta atividade escrita, que naturalmente indica intimidade com a leitura e com os livros, não espanta que Frei Pedro Sinzig tenha também se enveredado pela criação de romances e contos. Ainda que se tratarem majoritariamente de ficções, todos os romances possuem acontecimentos ou personagens que cruzaram o caminho de Frei Pedro. "Puz-me a recordar factos reaes, a concatenal-os e, terminado mais ou menos o quadro na imaginação, fui fixa-lo com a penna" (Sinzig, 1925, p. iii). Assim, a leitura de sua obra ficcional, associada à autobiografia se torna uma atividade bastante reveladora. Mudam-se nomes e contextos, mas reconhecem-se claramente estórias, personagem e acontecimentos.
Assim como a atividade na imprensa, a obra literária de Frei Pedro Sinzig possuiu clara orientação católica. Segundo Almeida, "a literatura também foi utilizada como um agente promotor da recristianização do estado brasileiro" (2015, p. 55). O cultivo de virtudes cristãs e a transformação de personagens a partir da conversão religiosa são temas frequentes. Estas mudanças, que o leitor acompanha de forma privilegiada, acaba por transformar os grupos humanos onde se encontram as personagens e a promover outras transformações em cadeia. Por fim, é claro, deixa-se ao leitor a decisão sobre sua própria participação nesta rede cristã.
Livros de aspecto técnico, que são, no entanto, recheados de um caráter literário próprio à obra de Frei Pedro se mostram em obras teóricas sobre música, ou sobre patrimônio histórico, por exemplo. Este é o caso do livro Maravilhas da Religião e da Arte na Igreja e no Convento de São Francisco da Bahia (1933), publicado pelo Instituto Histórico e Geográfico Brasileiro, do qual Sinzig foi membro. Já o manual para órgão, Sei Tocar, que é um guia prático para iniciantes no instrumento, não deixa de ser guiado por um interlocutor direto, que estabelece com o aluno um diálogo. Esta é uma forma de tratamento típica de inúmeras obras de Frei Pedro, que parece fazer questão de falar diretamente com o leitor.
Amante dos livros, Frei Pedro teve dois ex-libris, o primeiro com uma figura religiosa ao violino, um instrumento que ele aprendeu ainda na infância e o segundo deles em comemoração a seu jubileu sacerdotal. "Frei Pedro Sinzig é uma figura nobilissima da família ex librista" (1949, p. 3), informa a Sociedade de Amadores Brasileiros de Ex-Libris, da qual era sócio honorário. Sua preferência pelos livros também se expressa na amizade com Abrahão de Carvalho, o bibliófilo cuja imensa coleção é hoje parte do acervo da Biblioteca Nacional, no Rio de Janeiro.
Leia-se ao final do verbete uma lista de obras de Frei Pedro Sinzig.

### Música
As composições musicais de Frei Pedro Sinzig incluem obras sacras e profanas, instrumentais e vocais. Dentre elas se encontram missas, cantatas, oratórios, litanias, duos de câmara, obras para piano solo, peças infantis, didáticas, coletâneas e manuais de cânticos sacros.

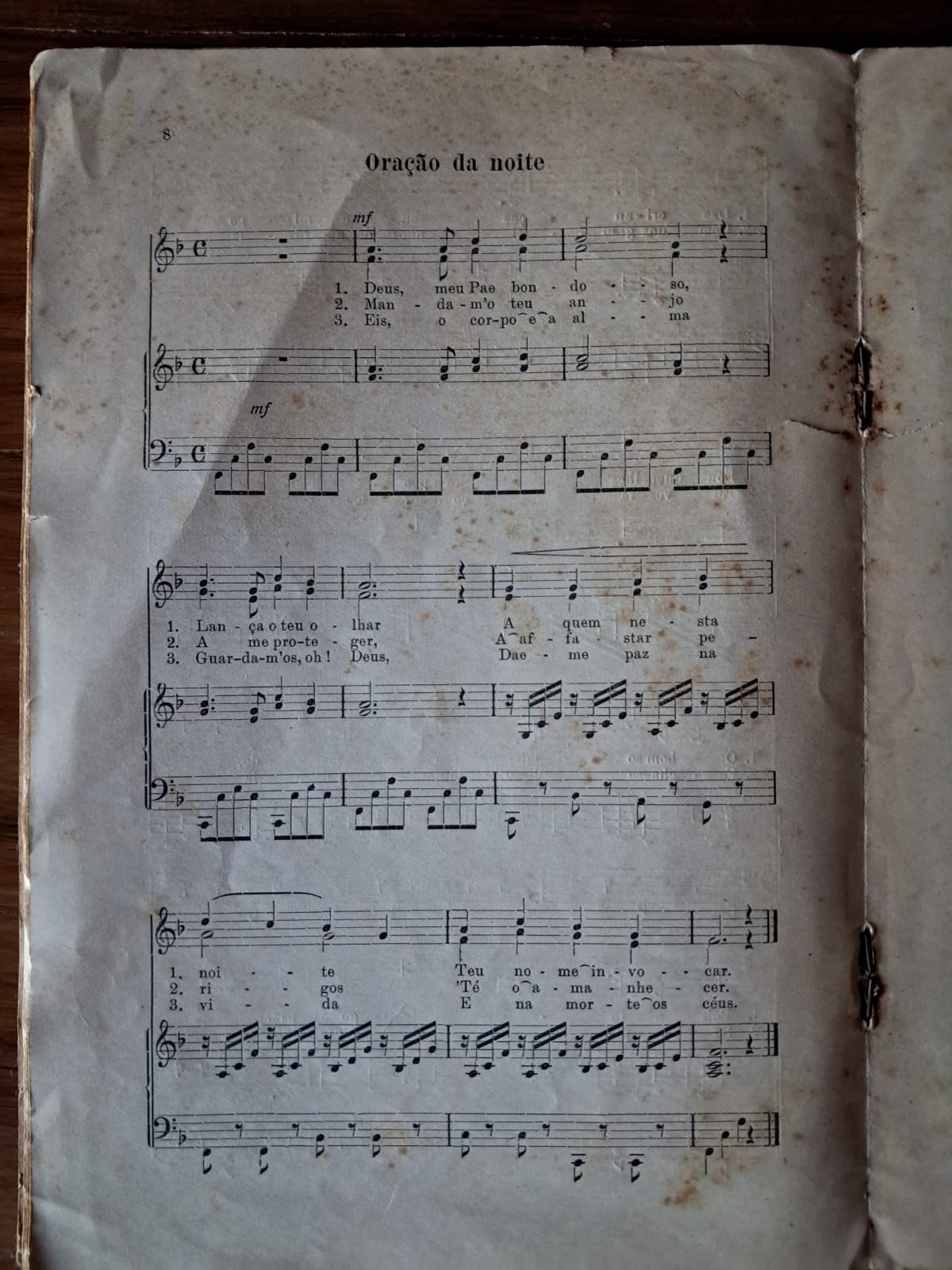
Frei Pedro Sinzig. "Oração da Noite", da Operetta Infantil "Joãosinho e Margaridinha", publicada pela Typografia das 'Vozes de Petropolis', em 1926

Sua atividade composicional foi sistematizada em uma lista de opus que compraz 85 peças. Publicada por Frei Romano Koepe, na edição da Revista Música Sacra dedicada à memória de Frei Pedro (1953, p. 30-32), ela foi em grande parte organizada pelo próprio compositor, como atesta sua semelhança com as listas anteriormente apresentadas em volumes da Editora Vozes de Petrópolis que, no entanto, não incluíam as últimas obras que figuram na lista de Koepe.
Dentre as obras sacras é bastante frequente o formato de uma ou mais vozes acompanhadas pelo órgão ou harmônio. As obras litúrgicas funcionais seguem as prescrições estabelecidas por Papa Pio X, em 1903, em seu Motu Proprio, um documento que delineia a música sacra tomando como referência a polifonia de Palestrina, em exclusão às referências operísticas que se disseminavam nas igrejas. Segundo Duarte, o Motu Proprio visava a centralidade do governo Papal e, neste sentido, foi instrumento da romanização da prática católica (2011, p. 47).
As obras de câmara incluem duos de canto e piano, que mostram alguma influência do lied alemão. Já os duos para piano e violino, apresentam temas folclóricos brasileiros, o que também se observa em peças para piano solo. Também compõe seu repertório: um pequeno poema sinfônico (opus 48), três peças para banda de sopros (opus 20, 34, 62), peças didáticas, e operetas infantis, como Branca de Neve (opus 23) e Joãozinho e Margaridinha (opus 15).
No site "Discografia Brasileira" é possível ouvir a gravação de seu Canto Nupcial, sob o título "Senhor Deus dos nossos Pais", tocado por Frei Pedro ao harmônio e cantado por sua aluna, Maria de Jesus Ferreira da Silva.
Ao lado de sua obra composicional, também se destacam as coletâneas de cantos sacros, que constituem seu opus 1 e 2, respectivamente Benedicite (1899) e Sursum Corda! (1900), além do Manual de Cânticos Sacros Cecília (1910), amplamente difundido e escrito em conjunto com Frei Basílio Röwer. Coletâneas de músicas brasileiras também representam uma atuação significativa: Cancioneiro de Modinhas Populares (opus 5), Modinhas Brasileiras (opus 31) e O Brasil Cantando (opus 66).
Dentre as obras teóricas sobre música, se observam manuais de composição (opus 46), harmonia (opus 45), canto gregoriano (opus 60) e órgão (opus 56 e 75). Mas sua obra teórica de maior fôlego na área da música foi o Dicionário Musical. Pelo Mundo do Som, publicado em 1947. Além de ser a primeira obra de referência musical brasileira a incluir verbetes sobre práticas musicais do país (Sinzig, 1947, nota prévia), ele apresenta um detalhado trabalho iconográfico. "A obra de Pedro Sinzig se coloca no cenário musicológico como legítima pioneira na utilização mais atenciosa das imagens nos estudos musicais" (Ramos, D'Acol e Neto 2011, p. 295).
Frei Pedro também atuou na área de musicologia, produzindo análises, textos sobre história da música, resenhas de concertos e críticas musicais. Os primeiros textos sobre música aparecem na Revista Vozes de Petropolis, desde seu primeiro volume, em 1907-1908 e se referem ao Motu Proprio. Também se destacam suas contribuições aos Boletíns Latino-Americanos de Música, organizados por Curt Lange, e que não restringem ao volume de 1946, dedicado ao Brasil, mas o antecedem em 10 anos, com o artigo biográfico In Chordis et Organo (1936, p. 247-252), "um dos mais valiosos documentos sobre a vida musical de Sinzig", escrito por ele mesmo (Castello Branco, 2024, p. 8).
Também se tornaram célebres suas análises de Beethoven, tanto da Nona Sinfonia, quanto da Missa Solene. Esta última apresentada em três palestras que antecederam a performance da obra sob regência de Villa-Lobos, no Theatro Municipal do Rio de Janeiro. Ao piano, Iza de Queiroz tocou os trechos apresentados por Frei Pedro, e descreveu seu trabalho como uma "análise perfeita, sob os dois aspectos: religioso e artístico" (Beuttenmüller, 1955, p. 197).
A atuação musical de Sinzig expõe uma extensa rede de sociabilidade, que também se relacionava à fundação de instituições relevantes à história da música no Brasil, como a Academia Brasileira de Música, da qual Frei Pedro fundou a cadeira 5, e a Escola de Música Sacra, como apresenta Dorotéa Kerr: "No Rio de Janeiro, por iniciativa do Frei Pedro Sinzig, foi fundada em 1943 uma Escola Superior de Música Sacra agregada ao Conservatório Brasileiro de Música [...]. Esta escola objetivara formar organistas e cantores para as igrejas" (1985, p. 118).
Em 1941, fundou a Revista Música Sacra, que congregou as mais relevantes contribuições de músicos e compositores da área, além de publicar obras musicais. Frei Pedro trabalhou para a revista até o fim de sua vida.

### Obra literária (excerto)

#### Romances:
- Não Desanimar! Petrópolis: Vozes, 1911
- Ai! Meu Portugal! Petrópolis: Vozes, 1913
- Pela Mão de uma Menina. Petrópolis: Vozes, 1921

#### Contos:
- Ramalhete de Flôres. Collecção Litteraria. Ratisbona: Typographia de Frederico Pustet, 1907
- Violetas. 3a ed. Petrópolis: Vozes de Petropolis, 1913
- Para Sobremesa. Petrópolis: Vozes, 1918
- Chocolate. Farça para Meninas. Petrópolis: Vozes, 1921
- O Zepelim e o Cão de Casa. Petrópolis: Vozes, 1938
- De Automóvel para o Céu. Rio de Janeiro, Guaíra, 1943

#### Biografias, livros religiosos, devocionários:
- Breves meditações para todos os Dias do Ano. Regensburg: Pustet, 1908
- Reminiscências d'um Frade. Petrópolis: Vozes, 1917
- Ao Céu! Orações e leituras para esposos. Kevelaer: Butzon & Bercker, 1924
- São Francisco de Assis e seu culto no Brasil. M. Gladbach: B. Kühlen, 1926
- O Thaumaturgo Santo Antonio. Na historia, na lenda e na arte. Petrópolis: Centro da Boa Imprensa, 1922
- Entre Dois Mundos: Teresa Neumann, a Estigmatizada de Konnersreuth. Kevelaer: Butzon & Bercker, 1930
- Santo Antônio. História de seu convento no Rio. Petrópolis: Vozes, 1931
- Frei Rogério Neuhaus. Petrópolis: Vozes, 1935
- Um Apóstolo dos Nossos Dias. Resumo da Biografia de Frei Rogério Neuhaus. Petrópolis: Vozes, 1936
- Dona Rosa. Petrópolis: Vozes, 1940
- O Mês de Maria e a Folhinha. Rio de Janeiro: Civilização Brasileira, 1942

#### Obras musicais teóricas e coletâneas:
- Benedicite. Manual de canticos sacros em portuguez e em latim com um appendice de orações. Ratisbona: Typographia de Frederico Pustet, 1899
- Sursum corda!: collecção de canticos sacros em portuguez e em latim a tres voces. Ratisbona: Typographia de Frederico Pustet, 1900
- Cancioneiro de Modinhas Populares. Freiburg: Herder, 1901
- Os Segredos da Harmonia desvelados singelamente. Petrópolis: Vozes, 1918
- Sei Compor. Petrópolis: Vozes, 1918
- A Creação: Oratorio [Franz Joseph Haydn]. Petrópolis: Centro da Boa Imprensa, 1925
- O Organista. Kevelaer: Butzon & Bercker, 1927
- A Jóia do Cantochão. Düsseldorf: L. Schwann, 1930
- O Brasil Cantando. Petrópolis: Editora Vozes, 1938
- Cecília: manual de cânticos sacros para o canto uníssono na Igreja. 7. ed. Petrópolis: Vozes, 1939 [com Frei Basílio Röwer]
- Sei Tocar. Petrópolis: Vozes, 1944
- Pelo mundo do som. Dicionário musical. Rio de Janeiro: Livraria Kosmos Ed. e Erich Eichner & Cia Ltda., 1947

```
Referências
```

1. ↑  https://www.stadtarchiv.linz.de/geschichte
2. ↑  https://www.stadtarchiv.linz.de/zeitleiste-der-stadtgeschichte
3. ↑  Becker, Gerda. «A família Sinzig de Linz am Rhein em particular do meu tio-avô Pater Petrus Sinzig.». Revista Brasil-Europa: Correspondência Euro-Brasileira 131/23 (2011-3).
4. ↑  «Nossa História». Quem Somos - Franciscanos. Consultado em 17 de junho de 2025
5. ↑  «Frei Pedro Sinzig». Quem Somos - Franciscanos. Consultado em 17 de junho de 2025
6. ↑  Amâncio, Talita Deniz. Um burel a plenos pulmões: atuação de Frei Pedro Sinzig na educação franciscana e imprensa católica (1900-1920). 2014. Dissertação de Mestrado em Educação. Pontifícia Universidade Católica de São Paulo, São Paulo, 2014.
7. ↑  VOZES DE PETRÓPOLIS. Petrópolis: Vozes, 1907-1956.
8. ↑  Castello Branco, Marta. O Acervo musical de Frei Pedro Sinzig no Instituto Teológico Franciscano de Petrópolis. Anais do XXXIV Encontro da Associação Nacional de Pesquisa e Pós-graduação em Música. Salvador, 2024.
9. ↑  Almeida, Claudio Aguiar. Em Plena Guerra: imprensa, catolicismo e política nas duas primeiras décadas do Século XX. rev. hist., São Paulo, n. 174, 2016, p. 327-359.
10. ↑  Sinzig, Frei Pedro (im auft. prov. hrgs). Jahrbuch der Südbrasilianischen Franziskanerprovinz von der Unbefleckten Empfängnis 1910-1921. Petrópolis: Vozes, 1910- 1921. Sinzig, Frei Pedro (im auft. prov. hrgs). Nach 30 Jahren: Vierte Chronik (1915-1921) der Südbrasilianischen Franziskanerprovinz von der Unbefleckten Empfängnis. Curityba: Franziskanerprovinzialats, 1921.
11. ↑  Sinzig, Frei Pedro. Reminiscências d'um Frade. Petrópolis: Tipografia das Vozes de Petrópolis, 1917.
12. ↑  Além da narrativa presente na autobiografia, outro relato de Frei Pedro sobre Canudos é publicado na Vozes. Revista de Cultura, em 1975 e republicado em: Menezes, Eduardo Diatahy B.; Arruda, João. Canudos: as falas e os olhares. Fortaleza: RCV Gráfica e Editora, [ANO].
13. ↑  Dimas, Antônio. Três exemplos em espiral. In: Bernucci, Leopoldo M. (Ed.). Discurso, ciência e controvérsia em Euclides da Cunha. São Paulo: Ed. USP, 2008, p. 77-90.
14. ↑  Sinzig, Frei Pedro. Guerra. Quadro da Actualidade. Petrópolis: Edição das Vozes de Petropolis, 1915.
15. ↑  Reis, João Bauer. O Nazismo sem Máscara. Rio de Janeiro: L. A. Josephson, 1938.
16. ↑  Alms-Hammerstein, Christiane; von der Dollen, Ingrid (Hrsg.). Menschen in ihrer Zeit. Ehemalige Schüler des Linzer Gymnasiums. Bad Honnef: KAT-Verlag, 2006, p. 109-125.
17. ↑  Rönz, Andrea. Pater Petrus Sinzig O.F.M. – Linzer Franziskaner in Brasilien. Stadtarchiv Linz am Rhein. (2018, 30. August). https://archivlinz.hypotheses.org/1398
18. ↑  Vianna Neto, Liszt. Deutsche Gruppe: arte e nacionalismo entre o Brasil do Estado Novo e a Alemanha Nacional Socialista. Revista de História da Arte e da Cultura, v. 2, n. 1, 2021.
19. ↑  Sinzig, Frei Pedro. Não Desanimar! Romance contemporaneo brasileiro. Typographia das Vozes de Petropolis, terceira edição, 1925.
20. ↑  Almeida, Claudio Aguiar. O "romance contemporâneo" na recristianização do estado brasileiro: Não desanimar! de Pedro Sinzig. Topoi: Revista de História, v. 16, n. 30, 2015, p. 55-77.
21. ↑  Sinzig, Frei Pedro. Maravilhas da Religião e da Arte na Igreja e no Convento de São Francisco da Bahia. Rio de Janeiro: Instituto Histórico e Geográfico, 1933.
22. ↑  SABEL. Boletim da Sociedade de Amadores Brasileiros de Ex-Libris. Ano II, n. 3, janeiro de 1949.
23. ↑  Koepe, Romano. A Obra Musical de Frei Pedro Sinzig O.F.M. Música Sacra. Petrópolis: Vozes, 1953, p. 30-32.
24. ↑  Duarte, Fernando Lacerda Simões. Música e Ultramontanismo: Possíveis significados para as opções composicionais nas missas de Furio Franceschini. 2011. 147 f. Dissertação (Mestrado em Música). Universidade Estadual Paulista, São Paulo, 2011.
25. ↑  «Composição». Discografia Brasileira. Consultado em 19 de junho de 2025
26. ↑  Sinzig, Pedro, Frei. Dicionário musical. Pelo mundo do som. Rio de Janeiro: Livraria Kosmos Ed. e Erich Eichner & Cia Ltda., 1947.
27. ↑  Ramos, Rafael Registro; D'Acol, Mítia Ganade; Neto, Diósnio Machado. O Acervo Iconográfico de Frei Pedro Sinzig. Anais do 13th International RIdIM Conference & 1o Congresso Brasileiro de Iconografia Musical. Salvador: UFBA, 2011, p. 292-306.
28. ↑  Castello Branco, Marta. "Será uma honra para o país e para o amigo": as cartas de Frei Pedro Sinzig a Curt Lange. Revista Vórtex, Curitiba, v.12, 2024, p. 1-25. https://doi.org/10.33871/vortex.2024.12.9272
29. ↑  Beuttenmüller, Leonila Linhares. Frei Pedro Sinzig O. F. M.. Coletânea. Petrópolis: Editora Vozes, 1955.
30. ↑  Kerr, Dorotéa Machado. Possíveis Causas do Declínio do órgão no Brasil. Rio de Janeiro, UFRJ, Escola de Música, 1985. 2 v. Dissertação: Mestre em Música (órgão).

### Ligações Externas
Província Franciscana da Imaculada Conceição do Brasil https://franciscanos.org.br/
Convento Santo Antônio (Rio de Janeiro) https://franciscanos.org.br/conventosantoantonio/
Arquivo da cidade de Linz am Rhein [Stadtarchiv Linz am Rhein] https://www.stadtarchiv.linz.de/
Biblioteca do Instituto Teológico Franciscano, em Petrópolis https://www.itf.edu.br/institucional/biblioteca-digital.vm
Biblioteca da Universidade São Francisco https://www.usf.edu.br/alunos/biblioteca/index.vm?id=87559911
Centro de Documentação e Apoio à Pesquisa em História da Educação (CDAPH), da Universidade São Francisco, em Bragança Paulista https://www.usf.edu.br/cdaph/index.vm